# Arthaldeus pascuella
Arthaldeus pascuella är en insektsart som beskrevs av Carl Fredrik Fallén 1826. Arthaldeus pascuella ingår i släktet Arthaldeus och familjen dvärgstritar. Inga underarter finns listade i Catalogue of Life.